# Linia kolejowa nr 23
Linia kolejowa nr 23 Warszawa Główna Osobowa – Warszawa Zachodnia T2/1G, 12/12G – zelektryfikowana, w większości dwutorowa linia kolejowa o długości 1,214 km.
Linię zelektryfikowano 3 października 1954. W ostatnich latach funkcjonowania obsługiwała pociągi osobowe z/do Radomia, Warki, Czachówka i Skarżyska-Kamiennej. Ruch na linii zamknięto 15 grudnia 1996 roku, a przed 2000 rokiem nastąpiła jej deelektryfikacja. Wraz z planowanym uruchomieniem stacji Warszawa Główna, w związku z remontem linii średnicowej, 2 maja 2017 roku PKP PLK ogłosiły przetarg na wykonanie dokumentacji projektowej wraz z robotami budowlanymi na linii kolejowej nr 23 związanymi z wymianą torowiska, ponowną elektryfikacją oraz budową nowego dworca Warszawa Główna. Prace rozpoczęto w lipcu 2018 roku. Pierwotnie prace planowano zakończyć w III kwartale 2019 roku, jednak termin został przedłużony.
14 marca 2021 roku, wraz z otwarciem dworca, po linii kolejowej nr 23 przejechał pierwszy pociąg pasażerski relacji Łódź Fabryczna - Warszawa Główna złożony z dwóch jednostek L-4268-004 i 007 przewoźnika ŁKA.

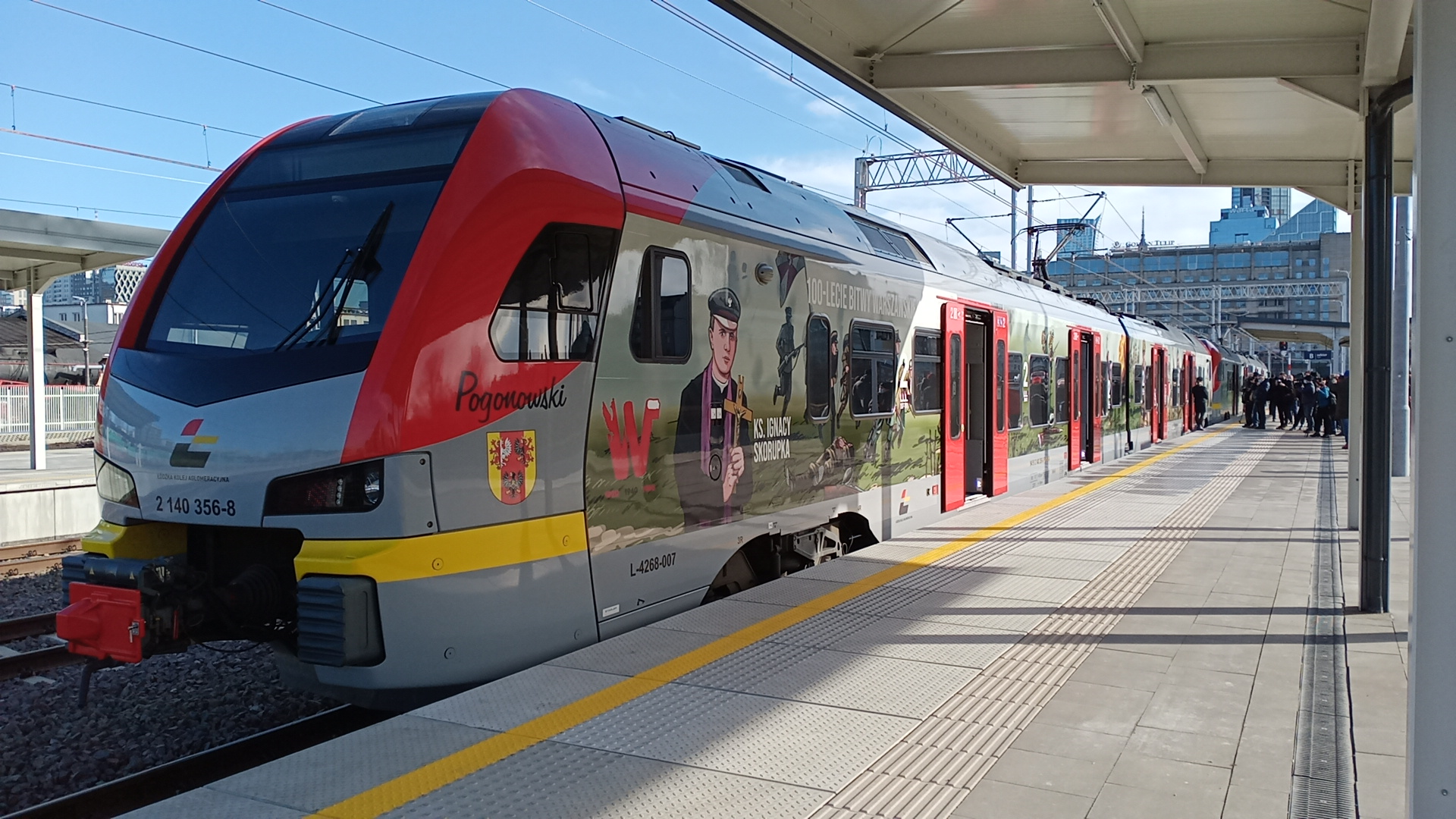
Pierwszy pociąg po 24 latach od zamknięcia dworca